# Циклоізомеризація
Циклоізомеризація (англ. cycloisomerization, рос. циклоизомеризация) — реакція, яка в результаті міграції атомiв, груп або зміни кратності зв'язків супроводиться замиканням циклу. Синонім — цикломеризації. 